# George McFarland
George McFarland (ur. 2 października 1928, zm. 30 czerwca 1993) – amerykański aktor filmowy.

## Filmografia
- 1932: Spanky jako Spanky
- 1936: Szlak samotnej sosny jako Buddie Tolliver
- 1943: Seeing Hands jako Chłopak
- 1975: Moonrunners
- 1986: Spotkanie w Aurorze jako Gubernator

## Wyróżnienia
Posiada swoją gwiazdę na Hollywoodzkiej Alei Gwiazd.